# Spathula schauinslandi
Spathula schauinslandi és una espècie de triclàdide dugèsid que habita l'aigua dolça de Nova Zelanda.

## Morfologia
Els espècimens vius fan entre 15 i 20 mm de longitud i 1 mm d'amplada. Aquesta espècie presenta un cap truncat amb aurícules espuntades. El color de la superfície dorsal és gris fosc o negrós, la superfície ventral és grisosa.